# محوطه محلابن
محوطه محلابن مربوط به دوران‌های تاریخی پس از اسلام است و در شهرستان رودسر، بخش رحیم آباد، روستای کشایه واقع شده و این اثر در تاریخ ۲ بهمن ۱۳۸۲ با شمارهٔ ثبت ۱۰۷۰۸ به‌عنوان یکی از آثار ملی ایران به ثبت رسیده‌است.